# 4 Brygada Piechoty (UHA)
4 Brygada Piechoty (zwana Złoczowską) – brygada piechoty Armii Halickiej, utworzona na przełomie stycznia i lutego 1919, głównie z żołnierzy grupy bojowej „Schid”, należąca do II Korpusu Halickiego.
Dowódcą Brygady został mjr Stepan Szuchewycz, a szefem sztabu kpt Ostap Łucki.
Brygada składała się z 5 batalionów piechoty, 1 kompanii piechoty, 4 Pułku Artylerii Polowej(6 baterie artylerii), plutonu żandarmerii polowej, szpitala polowego, pododdziałów tyłowych i taborów.